# La Salette
La Salette je mjesto u južnoj Francuskoj. 
Ondje se, prema navodima vidioca, 19. rujna 1846. ukazala Blažena Djevica djeci dok su čuvali krave na planini iznad La Salette. Melanie Mathieu Calvat, u dobi od petnaest godina, i Maximin Giraud, u dobi od jedanaest godina bili su zapanjeni pojavom lijepe dame u krugu sjajnog svjetla divno odjevene, ali uplakane.
Dala im je poruku upućenu "svom njezinom narodu". Gospa se samo jednom ukazala djeci ali razbuktala se velika pobožnost prema Mariji i nekoliko papa odobrilo je kult koji se tamo razvio.
To svetište ne uživa slavu niti privlači onaj broj vjernika kao druga poznatija svetišta u Lourdesu i Fatimi. 

## Vanjske poveznice
- Službena stranica svetišta  Arhivirana inačica izvorne stranice od 20. rujna 2007. (Wayback Machine)
- Poruka iz La Salette eng  Arhivirana inačica izvorne stranice od 24. kolovoza 2007. (Wayback Machine)